# سر الميرون
سر الميرون أو سر التثبيت هو أحد الأسرار السبعة في الكنيسة المسيحية. الميرون كلمة تعني طِيب مقدّس أو دهن مقدّس.
الميرون كلمة يونانية معناها دهن أو طيب أو رائحة عطرة، وهو بديل لوضع اليد لحلول الروح القدس علي المعمدين (أع 19: 8 - 14). يسمى أيضاً زيت البهجة (مز 45: 8)، (أع 10: 37 – 38). وهذه الكلمة تطلقها الكنائس الرسولية الشرقية والغربية منذ القرن الأول الميلادى على سر المسحة المقدسة.

## سر الميرون المقدس
سر الميرون (أو سر التثبيت) هو سر من أسرار الكنيسة السبعة ويتم بعد سر التعميد. وطبقاً لإيمان الكنيسة – كما ذكر الأنبا بنيامين في كتاب “اللاهوت الطقسي” الذي يتم تدريسه في الكلية الإكليريكية – فإنه “بالمعمودية يتم طرد الشيطان من الإنسان حتى لا يكون مِلكا للشيطان. الإنسان يُولد مملوكا من الشيطان، وفي المعمودية يخرج من مملكة الشيطان، وعن طريق الميرون تغلق كل المنافذ التي من الممكن أن يدخل الشيطان مرة أخرى عبرها”.
ولذلك يتم بعد التعميد رشم (مسح) الشخص في جميع منافذ جسمه بزيت الميرون (زيت مقدس في المسيحية) كما وصف الأنبا بنيامين في كتابه رداً على سؤال “أي أجزاء الجسم التي ترشم؟”: “هي تشمل كل منافذ الجسم بدءاً من النافوخ والمنخرين والفم والأذنين والعينين والكاهن يرشم هؤلاء في الأول على شكل صليب ثم يرشم عند القلب والسرة وأمام القلب من الظهر حتى آخر العمود الفقرى وهو صلب الإنسان والزراعين (الكتف وتحت الإبط) والرجلين والركبة من فوق ومن تحت ومفصل المشط من الناحيتين.”
ومجموع هذه الرشومات 36 رشمة بحسب طقس الكنيسة القبطية الأرثوذكسية.

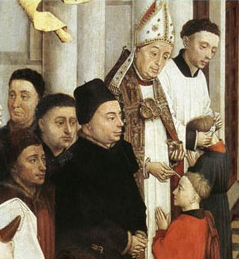
أسقف يقوم بالتثبيت. (روجير فان در فايدن، الأسرار السبعة المقدسة، القرن الخامس عشر الميلادي)